# Johanniterkommende Thunstetten

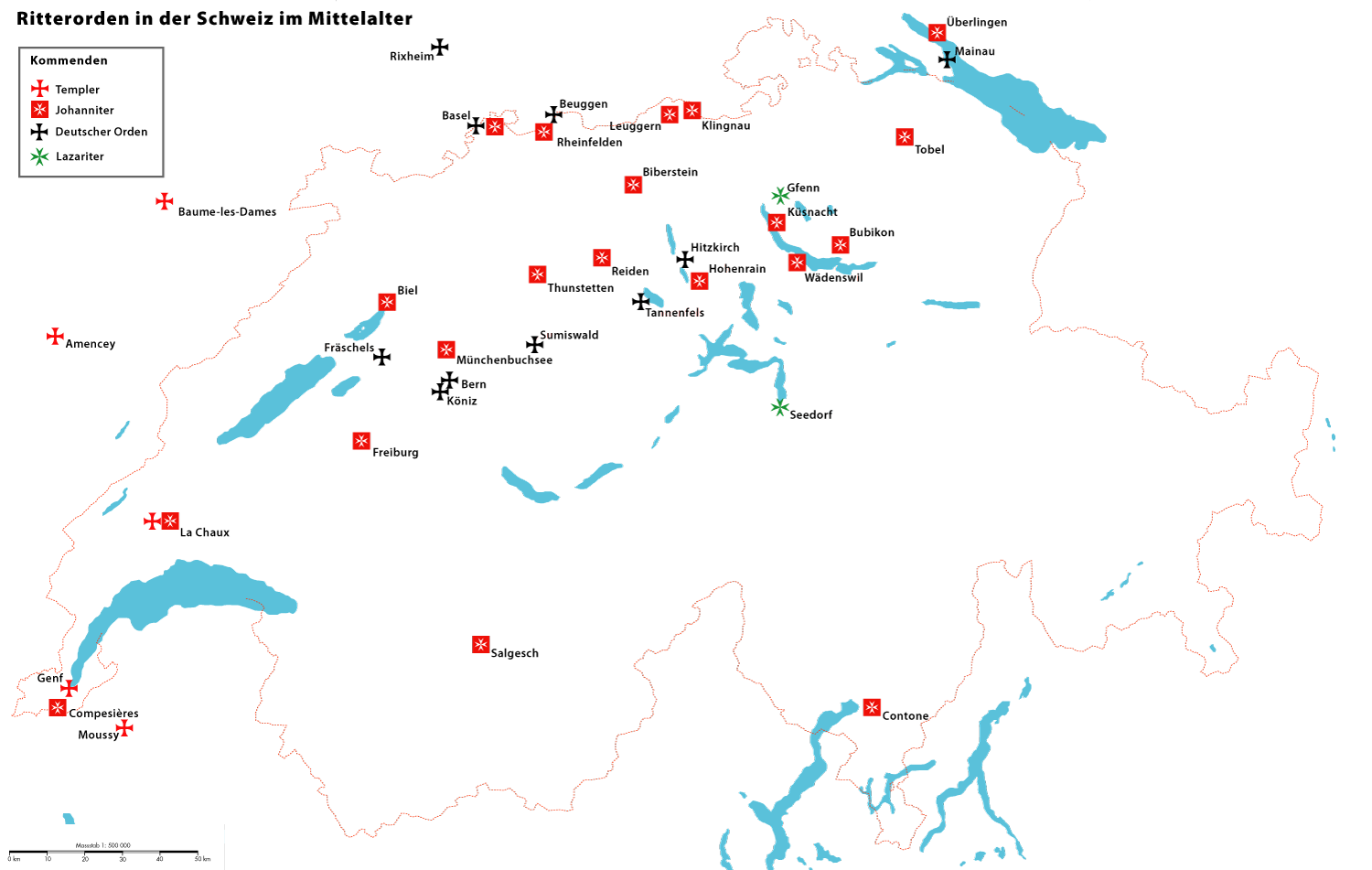
Karte der Niederlassungen der Ritterorden in der Schweiz im Mittelalter

Die Kommende Thunstetten des Johanniterordens in der Gemeinde Thunstetten im Kanton Bern bestand von 1192 bis 1528. In der Verwaltungseinteilung des Johanniterordens gehörte Thunstetten zum Grosspriorat Deutschland. Ab 1460 war die Kommende ein Membrum der Johanniterkommende Freiburg im Breisgau.

## Geschichte
Die Kommende Thunstetten stand in enger Verbindung mit derjenigen von Münchenbuchsee und wurde wahrscheinlich fast gleichzeitig gegründet. Sie lag im Zentrum des heutigen Dorfes Thunstetten. Das Datum der Gründung der Kommende Thunstetten ist unbekannt, weil die Gründungsurkunde fehlt, wird aber zwischen 1180 und 1210 angesetzt. Die Kommende war mit Immunitätsprivileg und niederer Gerichtsherrschaft ausgestattet, so dass sie als eigenständiges Staatswesen mit eigenem Siegel auftreten durfte. Im Oberaargau verfügte sie über beträchtlichen Landbesitz in den heutigen Kantonen Luzern, Solothurn und Bern. Neben Weinbergen am Bielersee gehörten ihr die Kirchensätze von Lotzwil, Twann, Egerkinden, Aetigen, Waldkirch, Heimiswil, Rohrbach, Langenthal, Londiswil und Ursenbach. 1329 schloss die Kommende mit dem aufstrebenden Bern einen Burgrechtsvertrag ab und geriet 1415 unter bernische Landesherrschaft.
Misswirtschaft und Verschuldung liessen Thunstetten zu einem Membrum (Glied) der Kommende Freiburg absinken. 1528 wurde der Konvent aufgehoben. Der letzte Komtur Peter von Englisberg übergab die Kommende 1529 ohne Zustimmung des Ordens mit allen ihren Gütern der Stadt Bern. Die Komtureigebäude dienen heute der reformierten Kirchgemeinde als Pfarrhaus. Die Kirche wurde noch 1522 neu gebaut, nur der Turm geht in die Frühzeit der Kommende zurück. Der Rest der Gebäude zerfiel oder wurde abgerissen.
Das Wappen der Gemeinde Thunstetten nimmt heute noch Bezug auf den Johanniterorden und zeigt das weisse Johanniterkreuz auf rotem Grund.